# Ромуальд
Святий Ромуальд ( Ромуальд Равенський, бл. 951 — 19 червня 1027 року) — католицький святий, чернець, засновник конгрегації камальдулів.

## Біографія
Перше з житій святого Ромуальда було написано Петром Даміані приблизно через 15 років після смерті святого. Згідно з ним, Ромуальд народився в Равенні в аристократичній родині Онести. У молодості він вів розгульний спосіб життя. Глибока внутрішня переміна в ньому відбулася в 20-річному віці, коли Ромуальд став свідком того, як його батько убив на дуелі людину. Ромуальд віддалився в бенедиктинське абатство Сант-Аполлінарія-ін-Класі. Після деяких коливань Ромуальд прийняв там чернечі обіти.
Життя в абатстві розчарувало молодого монаха, оскільки він хотів вести набагато строгіший і аскетичний спосіб життя, ніж той, яким жили в монастирі. Крім того, заклики молодого монаха до виправлення викликали сильне невдоволення братії. Через три роки він покинув монастир і переселився в околиці Венеції, ставши відлюдником. Компанію йому склав лише літній монах Марін, який став його духовним наставником.

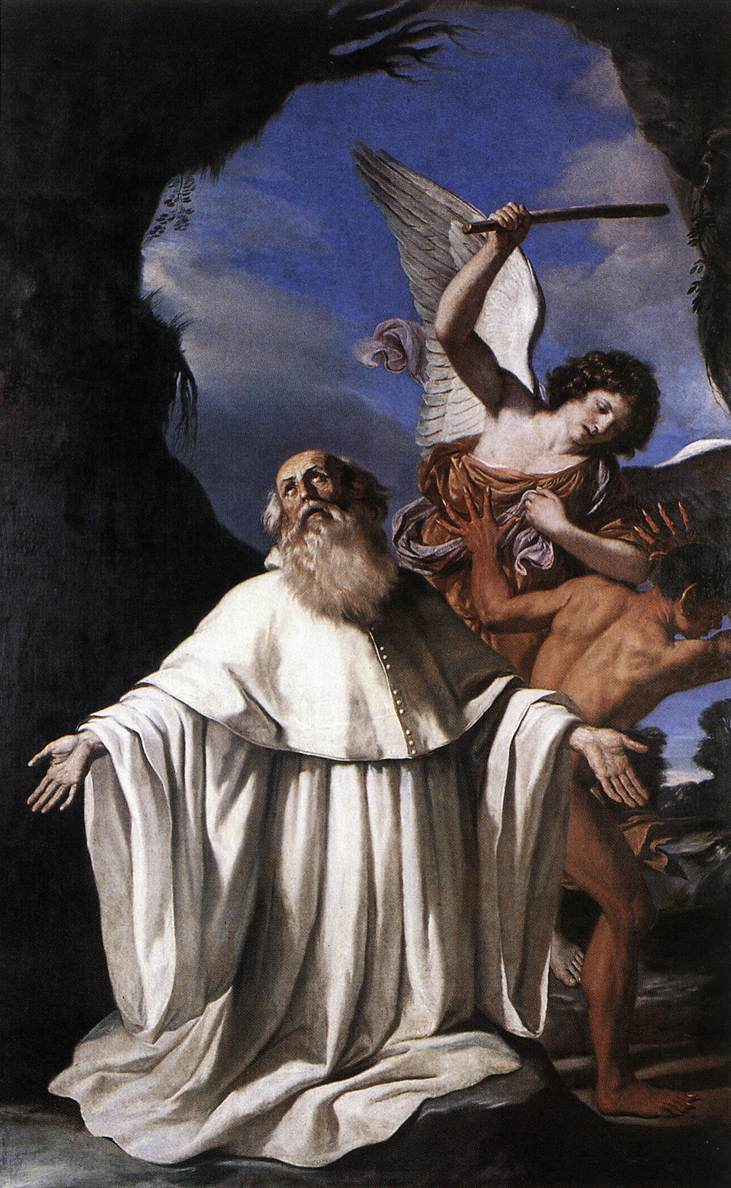
Гверчино. Святий Ромуальд

Незабаром Ромуальд придбав репутацію святого. У 978 році венеціанський дож П'єтро I Орсеоло після бесіди з відлюдником вирішив покинути пост і стати ченцем. Ромуальд і Марін супроводжували П'єтро Орсеоло в його подорожі в Каталонію, де П'єтро став відлюдником при абатстві святого Михайла (Saint-Michel-de-Cuxa). Святий Ромуальд прожив близько 5 років в Каталонії в строгій аскезі, після чого повернувся в Італію. У цей період до імператора Оттона III дійшли чутки про аскета, якого шанують святим. Імператор наполіг, щоб Ромуальд став абатом колись покинутого їм монастиря Сант-Аполлінарія-ін-Класі. Оттон III сподівався за допомогою авторитета святого здійснити реформу чернечого життя.
Отримати бажану строгість життя в монастирі Ромуальд в кінцевому рахунку так і не зміг. Він боровся зі своїми ченцями, проводив реформи в інших монастирях, засновував нові, але досі мріяв про відлюдницьке життя. У 999 році святий склав з себе звання абата і з декількома учнями оселився в равеннських болотах. У березні 1001 року імператор Оттон III провів Великий піст в Равенні. Для імператора, вигнаного з Риму, і який глибоко переживав крах свого задуму про відновлення колишньої Римської імперії, Великий піст, проведений в Сант-Аполлінарія-ін-Класі, став часом духовного перелому. Святий Ромуальд переконував імператора піти зі світу в монастир (збереглися його пророчі слова: «Якщо підеш на Рим, то не побачиш більше Равенни»), і Оттон III всерйоз почав міркувати про це. Потім, під впливом своїх радників, Оттон III повернувся до політичного життя і став готувати похід на Рим, але помер уже в наступному 1002 році.
У 1005 році святий Ромуальд переселився в Валь-ді-Кастро, де провів в самітництві близько двох років, після чого продовжив свої мандри по Італії. Він хотів відправитися з місією в Угорщину, але план не вдався через раптову хворобу.
Близько 1012 року Ромуальд прибув в Тоскану, де заснував «пустелю» (еремітський монастир) Камальдолі неподалік від міста Ареццо. За легендою, хтось з Мальдолі мав видіння ченців у білому одязі, які сходили на небо з місця, де був заснований монастир; після чого дарував цю землю святому Ромуальду. За іншою версією легенди, це бачення було явлено самому святому Ромуальд. Земля отримала ім'я Campus Maldoli або Camaldoli. Разом з заснованим трохи пізніше Фонтебуоно Камальдолі став ядром нової чернечої конгрегації камальдулів або камальдолійців. Після заснування Камальдолі Ромуальд продовжував мандрувати, а у 1026 році він повернувся у Валь-ді-Кастро, де і помер роком пізніше.

## Чернеча реформа

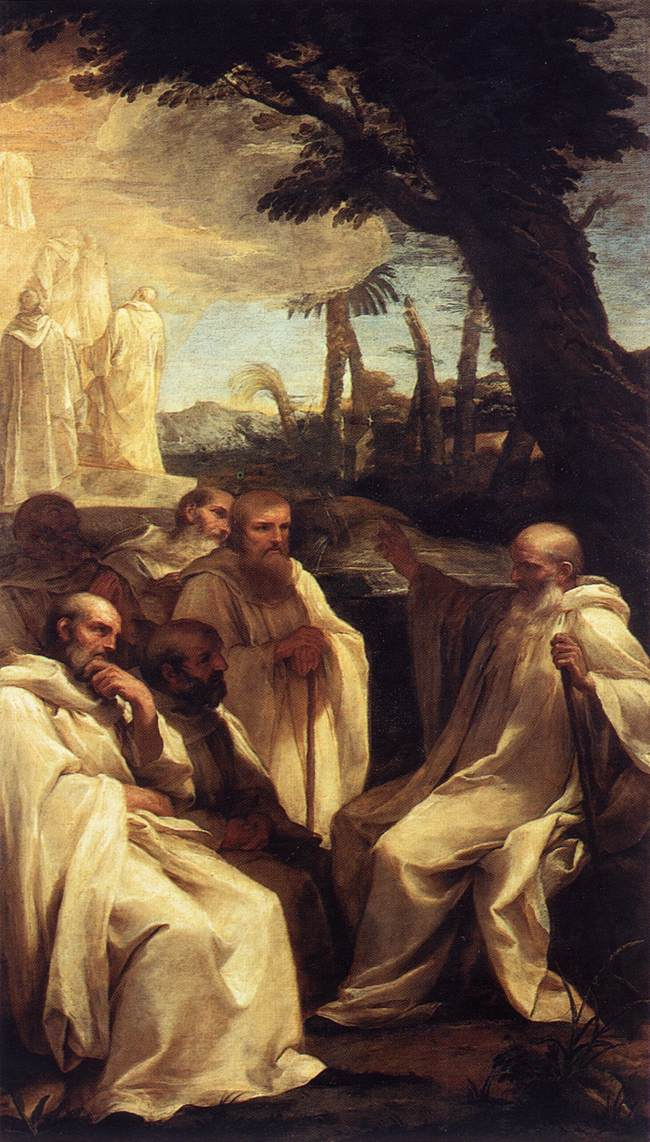
А. Саккі. Видіння св. Ромуальда

Кінець X століття і все XI століття були періодом серйозних змін в західному чернецтві. Криза традиційного бенедиктинського чернецтва, що виразилося зокрема в ослабленні духовних і моральних засад монастирів, відході від дотримання духу і букви статуту святого  Бенедикта Нурсійського, вимагала радикальних реформ чернечого життя. Першим етапом цих змін стала Клюнійська реформа, що призвела до створення клюнійської конгрегації, яка втілювала в собі реформоване бенедиктинськое чернецтво. Другим етапом стала поява нових чернечих орденів і згромаджень, відмінною рисою яких був суворий статут (камальдули, картезіанці, цистерціанці та ін) Створена святим Ромуальдом конгрегація камальдулів стала однією з перших монаших спільнот такого роду.
Святий Ромуальд в молодості стикнувся з трьома різними школами західного чернецтва — равенське абатство Сант-Аполлінарія-ін-Класі було типовим бенедиктинським монастирем кіновійного типу того часу, проте там вже позначалося вплив клюнійської реформи. Духовний наставник Ромуальда монах Марін був представником старої школи ченців-еремітів, висхідної по традиції від ірландських ченців-відлюдників. Монастир святого Михаїла в Каталонії, який Ромуальд і Марін відвідали близько 978 року, мав вельми суворий статут, що базувався на традиціях іберійського чернецтва. При створенні своєї власної конгрегації святий Ромуальд інтегрував в її статут елементи всіх цих традицій.
Камальдолійскій статут був спробою сполучити еремітські і кіновійні напрямки чернецтва. В його основу було покладено устав святого Бенедикта, дотримуваний у всій його строгості, але посилений новими постановами, написаними під впливом відлюдницьких практик. Брати жили в окремих келіях, збираючись разом лише для богослужінь, інші замикалися назавжди. Обов'язковим елементом було дотримання строгих аскетичних практик — ходіння босоніж, утримання від м'яса і вина, носіння волосяниці, обітниці мовчання, строгі пости, багатогодинні читання  псалмів і Біблії.
Сам святий Ромуальд подавав приклад аскетичного життя, він щодня харчувався жменею нуту (турецького гороху) і половинкою маленького хліба і, як повідомляє хроніст, «жив у дуже строгій стриманості від вина і гострих приправ»

## Коротке правило св. Ромуальда

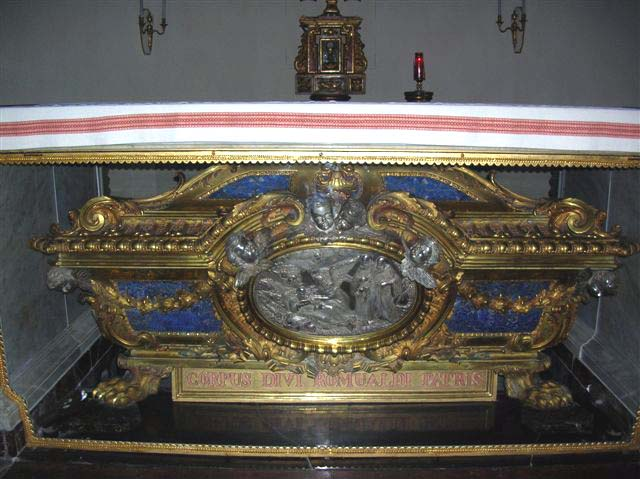
Мощі св. Ромуальда в Фабріано

- Перебувай в своїй келії, як у раю. Нехай весь світ буде позаду тебе, забудь його. Спостерігай за своїми думками, як хороший рибалка спостерігає за рибою. Шлях, яким ти повинен слідувати, є в Псалмах, ніколи не залишай його.
- Якщо ти тільки що прийшов у монастир і незважаючи на свою добру волю, не можеш до кінця зрозуміти, що тобі потрібно, використовуй кожну можливість, щоб співати псалми в своєму серці і розуміти їх своїм розумом.
- І якщо твій розум розсіюється, поки ти читаєш, не здавайся. Поспішно повернися і знову проникни розумом в слова.
- Усвідом перш за все, що ти стоїш перед Богом і поводься так, як поводиться людина, що стоїть перед імператором.
- Опустоши себе повністю і перебувай в очікуванні, задовольняючись Божою милістю, як пташеня, яке нічого не пробує і не їсть, крім того, що йому приносить матір.

## Вшанування

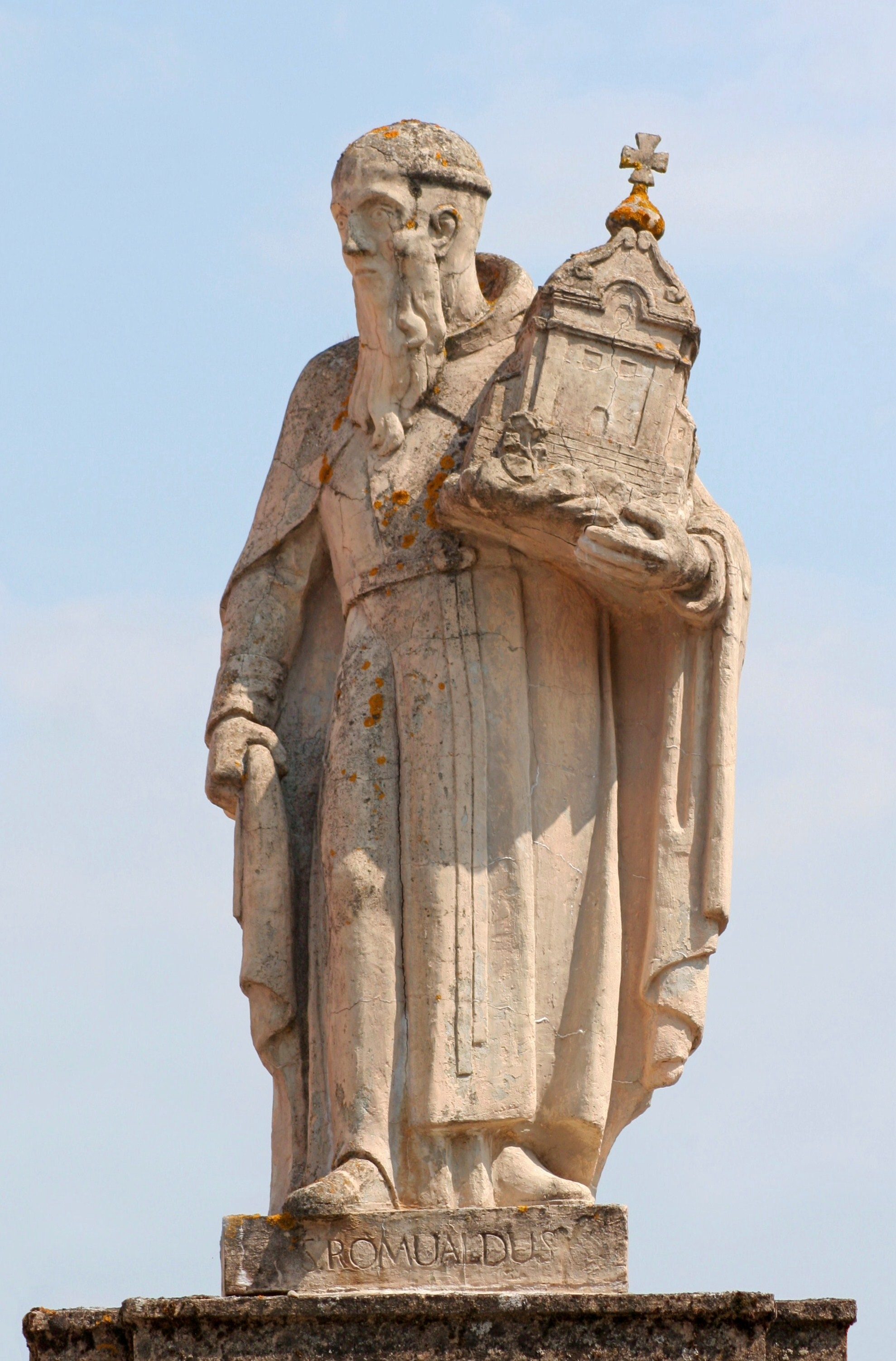
Пам'ятник святому Ромуальду в Вітрі (Польща)

Святий Ромуальд шанувався як святий ще за життя. У 1466 році його мощі були знайдені нетлінними, а у 1481 були перенесені в Фабріано. У 1594 році в літургійний календар була внесена пам'ять св. Ромуальда 19 червня. Папа Климент VIII пересунув дату святкування на 7 лютого. У 1969 році при реформі календаря, пам'ять св. Ромуальда була знову повернута на день його смерті — 19 червня.